# Vaccinium wilburii
Vaccinium wilburii là một loài thực vật có hoa trong họ Thạch nam. Loài này được Almeda & Breedlove miêu tả khoa học đầu tiên năm 1992.